# Gepäckspanner

Ein Gepäckspanner oder (Gummi-)spannseil (bzw. umgangssprachlich Expander) ist ein Gummizug, der meist mit einem Gewebe ummantelt ist. Er dient zur Befestigung von Gegenständen beim Transport. An den Enden befinden sich Haken aus Metall oder Kunststoff. 

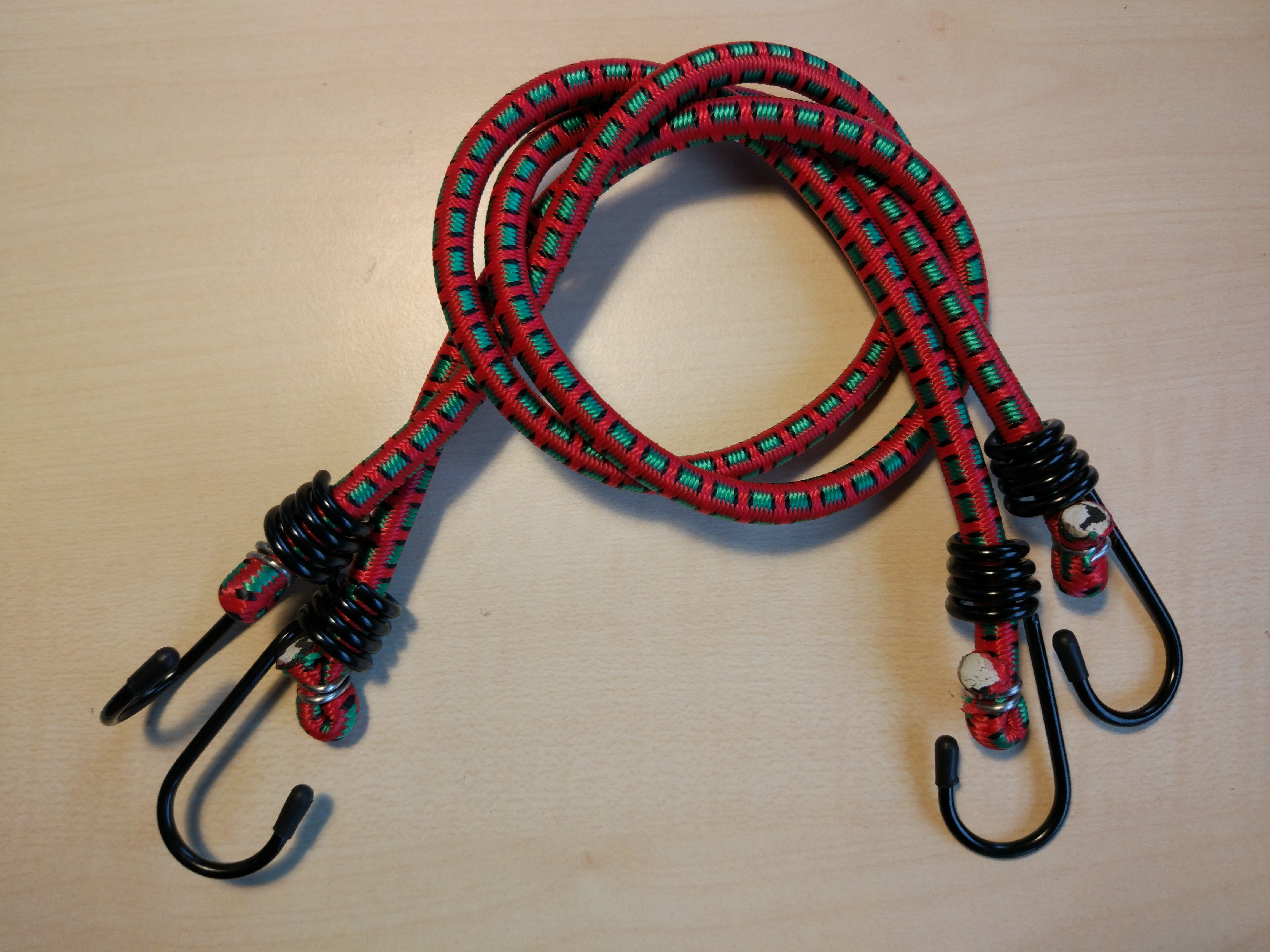
Zwei Gepäckspanner mit Metallhaken

Auch wenn die StVO keine Angabe über Zurrmaterial macht, ist von der alleinigen Nutzung von Gepäckspannern zur Ladungssicherung abzuraten Das liegt einerseits an ihrer Elastizität, andererseits an der geringen Zurrkraft (z. B. „lashing capacity“, dt. „zulässige Zurrkraft“ LC = 7 daN; im Vergleich dazu können Spanngurte weit über LC = 1000 daN halten). Die Elastizität und somit die Spannkraft lässt zudem über die Zeit nach. Sowohl Gepäckspanner als auch Spanngurte sollten vor jeder Benutzung auf Mängel geprüft werden.
Trotzdem können mit Gepäckspannern Güter vor Klappern, Rutschen, Wackeln und Flattern geschützt werden. Auch können Gepäckspanner als Redundanz anderer größerer Spannmechanismen genutzt werden, um z. B. eine Anhängerplane zusätzlich gegen Wegfliegen zu schützen.

## Gepäckspinne
Die auch Octopus genannte Varianten mit vier bis acht Haken werden oft am Fahrradgepäckträger verwendet. Durch die mehreren Stränge kann ein Gegenstand gegen Wegrutschen in mehrere Richtungen gesichert werden.